# Arcinazzo Romano
Arcinazzo Romano è un comune italiano di 1 229 abitanti della città metropolitana di Roma Capitale nel Lazio.
Il nome originario dell'abitato fino al 1891 era Ponza, dalla Gens Pontia, famiglia romana originaria di questi luoghi.

## Geografia fisica

### Territorio

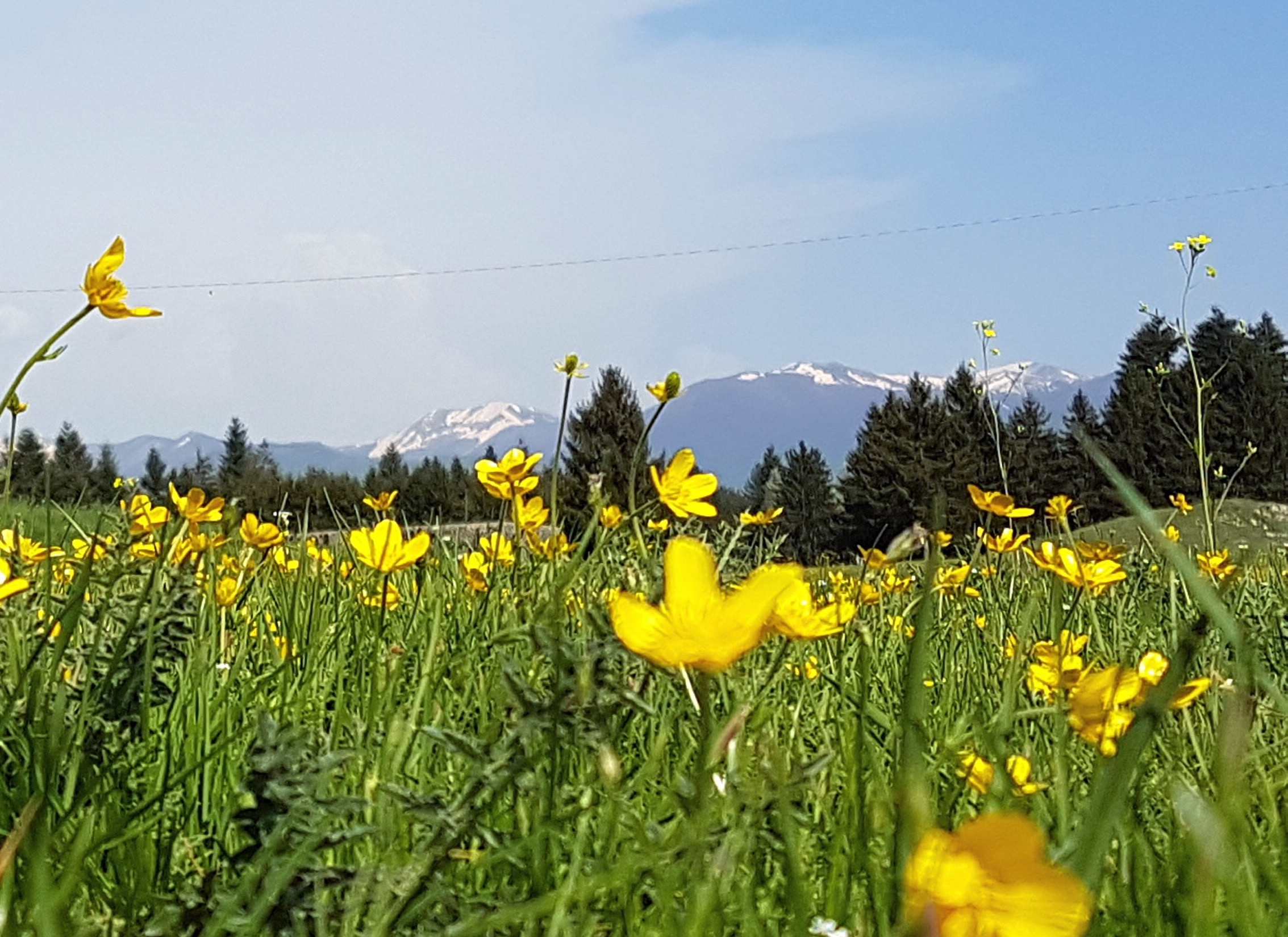
Altipiani di Arcinazzo.

Situati a circa 850 m s.l.m., noti per l'unica frazione di Altipiani di Arcinazzo, località turistica di montagna, caratterizzata da un aspetto alpino, divisa col comune frusinate di Trevi nel Lazio, Piglio e Arcinazzo Romano.
Nel territorio comunale si elevano i Monti Affilani con le cime del monte delle Pianezze, che arriva ai 1 332 metri sul livello del mare, e il monte Altuino, la cui cima arriva ai 1 271 metri sul livello del mare.
Arcinazzo romano ha un clima caratterizzato da inverni freddi con forte escursione termica e estati calde ma con temperature che non superano mai i 30 gradi (se non in casi eccezionali).
Le temperature minime possono raggiungere i -10 gradi con molta facilità,grazie all'altitudine, alla morfologia del territorio e alle discese di aria fredda che provengono dall'appennino(abbinata molto spesso a neve nei periodi gennaio-marzo).

## Origini del nome
Arcinazzo Romano è un toponimo conferito al paese con il Regio Decreto N° 287 del 29 maggio 1891. Arcinazzo deriverebbe dal nome di una concubina dell'imperatore  Claudio, tale Arcinia, che possedeva una villa nella zona; oppure dal nome di un patrizio di Subiaco, tale Narcio, che donò una arx alle falde del Monte Altuino a papa Damaso I, nel IV secolo.
Nel 1872 Vittorio Emanuele II con Regio Decreto N° 1053 del 15 ottobre 1872 cambiò la denominazione del paese da Ponza a Ponza d'Arcinazzo, prima che il sostantivo Ponza venisse definitivamente abbandonato. Tuttavia gli abitanti spesso utilizzano ancora la vecchia denominazione, ma il nome corretto dell'abitante di Arcinazzo Romano è "Arcinazzesi".

## Storia
La prima citazione di Ponza risale al 720 d.C., quando la Massa Pontiana viene venduta al titulus di Sant'Eustachio in Roma.
Nel 1087 un tale Ildemondo usurpò il castello di Ponza all'Abbazia di Subiaco, che ne rientrò in possesso poco dopo grazie all'intervento del papa Pasquale II.
Nel 1176 papa Alessandro III concesse Ponza ed Affile all'Abbazia di Subiaco, che la mantenne in possesso feudale fino al 1735, anno in cui il possesso di Ponza passò alla Camera Apostolica, che lo mantenne fino al 1870.

## Monumenti e luoghi d'interesse

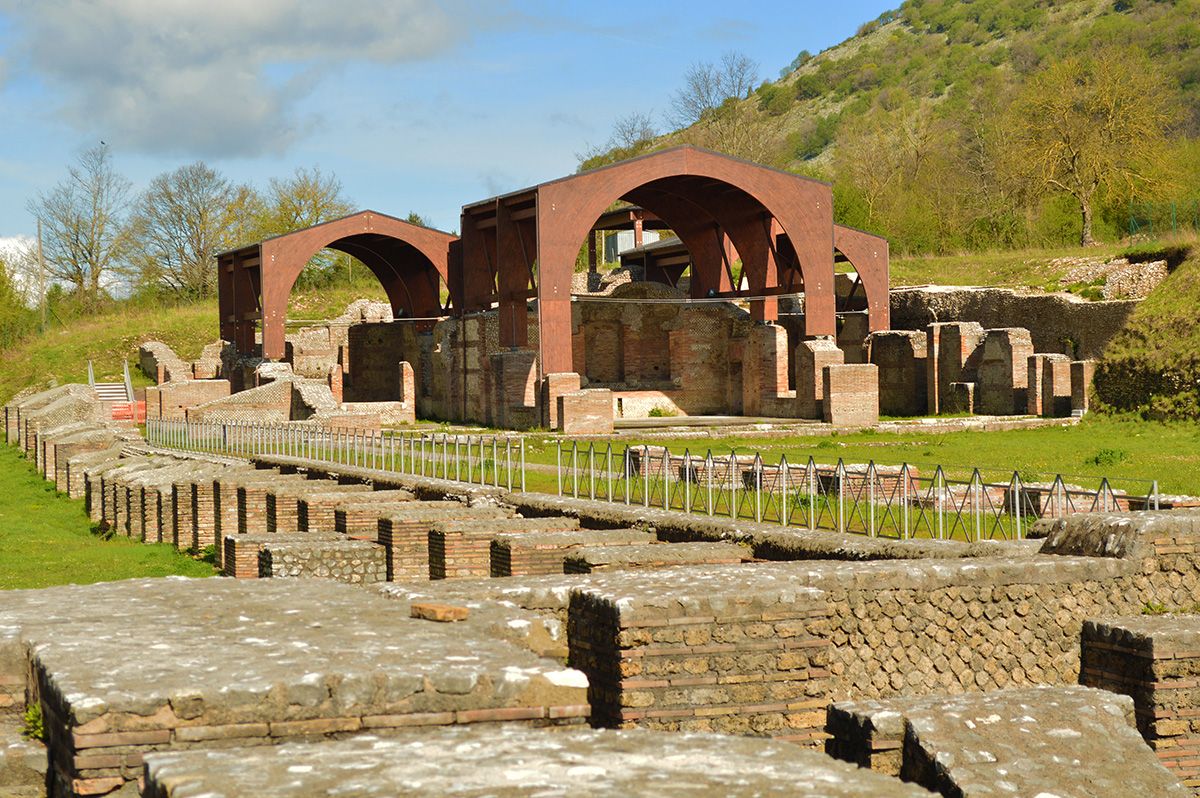
Villa museo di Traiano

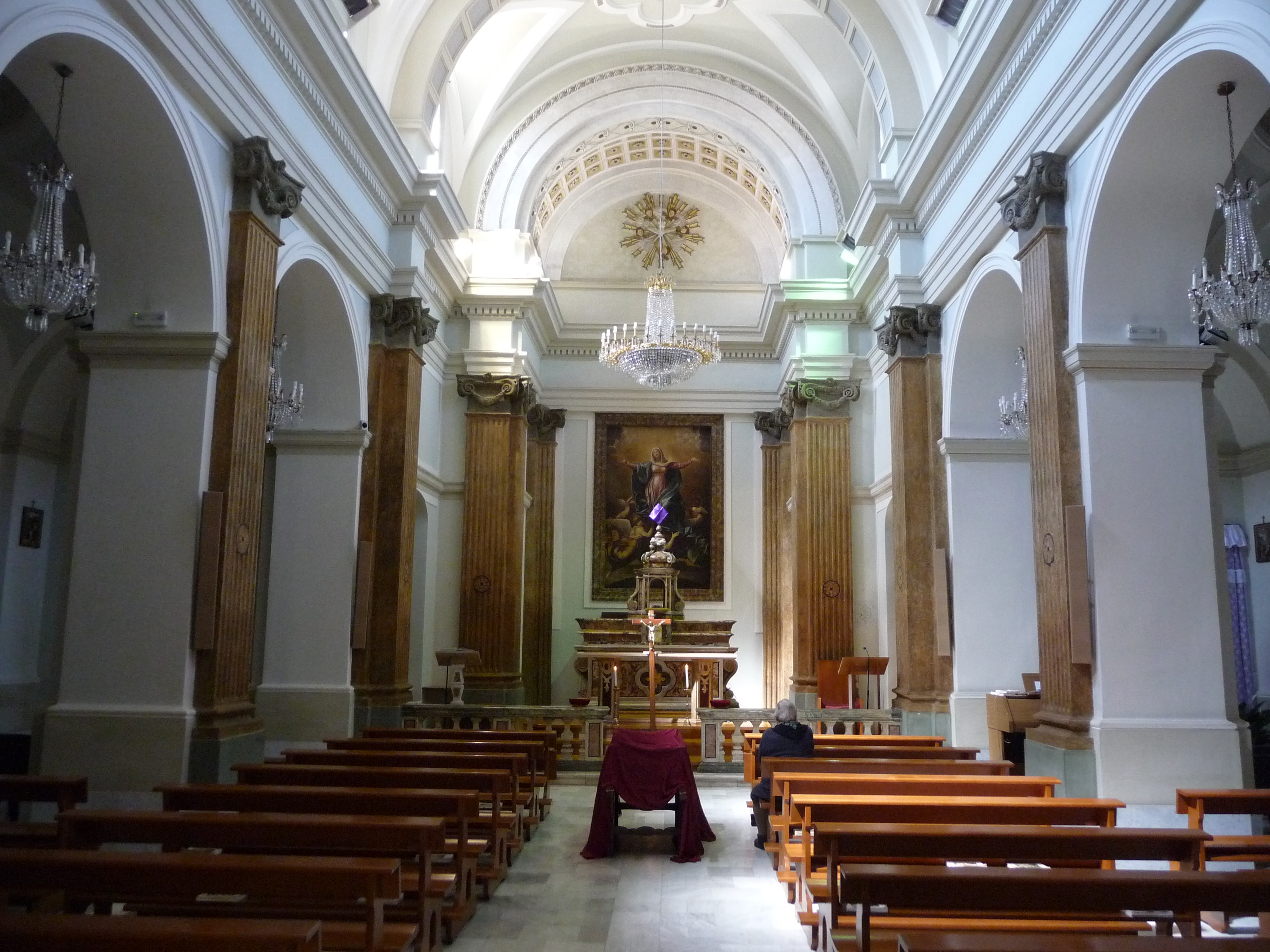
Interno della chiesa di Santa Maria Assunta

### Architetture religiose
- Chiesa di Santa Maria Assunta[5]
- Chiesa di San Giorgio
- Chiesa della Croce
- Chiesa di Sant'Antonio Abate
- Cappella di Santa Lucia[6]

### Architetture militari
- Resti della torre medievale

### Siti archeologici
- In questa zona è collocata la villa dell'imperatore Traiano (98-117), residenza di caccia di una delle figure più importanti del mondo antico. Il sito archeologico, oggetto di indagine scientifica da parte della Soprintendenza per i Beni Archeologici del Lazio e musealizzato negli ultimi anni, ha un'estensione di circa cinque ettari, distribuiti su tre terrazzamenti. La preziosità dei marmi, delle pitture, degli stucchi e dell'apparato decorativo documentano la magnificenza delle sue sale.

## Società

### Evoluzione demografica
Abitanti censiti

### Etnie e minoranze straniere
Secondo i dati ISTAT al 1º gennaio 2016 la popolazione straniera residente era di 31 persone.

## Cultura

### Istruzione

#### Musei
- L'Antiquarium comunale è collocato all'interno dell'area archeologica, il museo ospita nelle sue sale la collezione dei reperti più significativi rinvenuti nel corso delle campagne di scavo. La raccolta si compone di elementi architettonici e decorativi, nonché di testimonianze sull'organizzazione del lavoro durante la realizzazione della villa. Inoltre sono esposti oggetti che testimoniano la vita quotidiana all'interno del complesso residenziale. Il museo è dotato di materiale informativo in grado di guidare il visitatore alla migliore comprensione dei reperti.

### Dialetto
Il dialetto parlato ad Arcinazzo Romano è classificato quale dialetto laziale centro-settentrionale.

### Eventi
- Festa del patrono il 23 aprile e il 23 agosto
- Pellegrinaggio al santuario della SS. Trinità a Vallepietra

## Amministrazione
Nel 1872 Ponza cambiò denominazione in Ponza d'Arcinazzo, e nel 1891 in Arcinazzo Romano.

### Sindaci
| Periodo           | Periodo           | Primo cittadino | Partito                          | Carica  | Note          |
| ----------------- | ----------------- | --------------- | -------------------------------- | ------- | ------------- |
| 9 giugno 1996     | 15 aprile 2000    | Giacomo Troja   | lista civica di centro           | Sindaco | [ 9 ]         |
| 16 aprile 2000    | 29 marzo 2010     | Sandro Biferi   | lista civica                     | Sindaco | [ 10 ] [ 11 ] |
| 30 marzo 2010     | 20 settembre 2020 | Giacomo Troja   | lista civica Uniti per Arcinazzo | Sindaco | [ 12 ]        |
| 22 settembre 2020 | In carica         | Luca Marocchi   |                                  | Sindaco |               |

### Altre informazioni amministrative
Fa parte della Comunità montana dell'Aniene.

## Sport

### Calcio
Nella stagione sportiva in corso 2016/17, la principale squadra di calcio che insiste sul Comune di Arcinazzo Romano è la S.S.D. Piglio Affile che milita nel girone H laziale di Prima Categoria. L'altra società di calcio che porta proprio il nome comunale, S.S.D. Arcinazzo Romano, milita nel girone D provinciale di Terza Categoria. I colori sociali del Piglio Affile sono bianco e blu. Quelli dell'Arcinazzo Romano sono bianco e azzurro.